# San Roque (Corrientes)
Pour les articles homonymes, voir San Roque.
San Roque est une ville de la province de Corrientes, en Argentine, et le chef-lieu du département homonyme. Elle est située à 121 km au sud de Corrientes. Sa population s'élevait à 10 885 habitants en 2001.

## Histoire
Depuis 1882, la ville abrite le musée des arts sacrés et antiques de la province.